# Западный Миднапур
Западный Миднапур или Пащим-Мединипур (англ. Paschim Medinipur, бенг. পশ্চিম মেদিনীপুর জেলা) — округ в индийском штате Западная Бенгалия. Образован в 1 января 2003 года в результате разделения округа Миднапур. Административный центр округа — Мидинипур. Западный Миднапур граничит со штатом Орисса и с округами Восточный Миднапур, Пурулия, Банкура, Хугли и Хаура.